# La Mesa (Kolumbia)
La Mesa – miasto w Kolumbii, w departamencie Cundinamarca.